# Brugnera
Brugnera es una localidad y comune italiana de la provincia de Pordenone, región de Friuli-Venecia Julia, con 9.213 habitantes.

## Evolución demográfica
| Gráfica de evolución demográfica de Brugnera entre 1861 y 2001 |
|                                                                |
| Fuente ISTAT - elaboración gráfica de Wikipedia                |